# Chauvac-Laux-Montaux
Chauvac-Laux-Montaux é uma comuna francesa na região administrativa de Auvérnia-Ródano-Alpes, no departamento de Drôme. Estende-se por uma área de 24,24 km². Em 2010 a comuna tinha 41 habitantes (densidade: 1,7 hab./km²).